# میروسلاف بدناژیک
میروسلاف بدناژیک (چکی: Miloslav Bednařík; ۳۰ ژانویهٔ ۱۹۶۵ – ۱۶ ژوئن ۱۹۸۹) تیرانداز اهل چکسلواکی بود.
وی در مسابقات کشوری و بین‌المللی در مجموع برندهٔ ۱ مدال نقره شده‌است.